# (19457) Robcastillo
(19457) Robcastillo est un astéroïde de la ceinture principale.

## Description
(19457) Robcastillo est un astéroïde de la ceinture principale. Il fut découvert le 21 avril 1998 à Caussols par le projet ODAS. Il présente une orbite caractérisée par un demi-grand axe de 3,22 UA, une excentricité de 0,11 et une inclinaison de 7,8° par rapport à l'écliptique.

## Compléments